# Анна Кетлі
Анна Кетлі (угор. Kéthly Anna, 16 листопада 1889, Будапешт, Австро-Угорщина — 7 вересня 1976, Бланкенберге, Бельгія) — угорська політична діячка та революціонерка соціал-демократичного спрямування.

## Біографія
Була однією з дев'яти дітей у бідній сім'ї в Будапешті, Угорщина. У 1917 році вступила в Угорську соціал-демократичну партію і стала активною членкинею партії. У 1919 році була обрана у комітет партії. У наступні роки часто пише статті у партійній газеті партії «Népszava». 1922 року обрана до парламенту від Соціал-демократичної партії, де представляла партію безперервно аж до німецького вторгнення в Угорщину в березні 1944. Після вторгнення покинула Будапешт і жила в Угорщині за фальшивими документами.
Після Другої світової війни Кетлі знову стала політично активною і допомогла реорганізувати Соціал-демократичну партію Угорщини. У квітні 1945 року була обрана членкинею Тимчасових Національних Зборів і на загальних виборах в листопаді того ж року знову обрана до парламенту, цього разу як голова соціал-демократичної фракції, також обрана віцеспікером парламенту.
У післявоєнній Угорщині Анна Кетлі була головною противницею злиття її партії з Угорською комуністичною партією. У внутрішній боротьбі за владу, що розгорнулася у березні 1948 року, разом з Міклошем Такачем вона була звільнена з партії і незабаром після того, як втратила своє місце в парламенті, протягом двох років перебувала під домашнім арештом.

### Арешт
У червні 1950 року Анна Кетлі, разом з кількома іншими членами соціал-демократичної партії, була заарештована комуністичною владою, яка хотіла отримати тотальний контроль в Угорщині. У січні 1954 року, після понад трьох років у в'язниці їй пред'явили звинувачення в шпигунстві і діях, спрямованих проти держави. Кетлі засудили до довічного ув'язнення. Після міжнародного тиску з боку західних соціалістичних партій вона помилувана і звільнена, але знаходилась під постійним наглядом.

### Угорська революція та життя в екзилі
31 жовтня 1956 року, після відродження соціал-демократичної партії Угорщини під час антикомуністичної революції, Анна Кетлі очолила партію. 1 листопада вона взяла участь в Міжнародній Соціалістичній нараді у Відні, Австрія. Наступного дня, 2 листопада, уряд Угорщини призначив Кетлі делегаткою на Генеральній Асамблеї ООН. 3 листопада її призначено державним міністром в новому коаліційному уряді Імре Надя, але на світанку наступного дня, 4 листопада 1956 року, Радянський Союз ввів війська в Угорщину і Анна Кетлі полетіла в Нью-Йорк і звернулася до Генеральної Асамблеї ООН від імені Угорщини з відозвою «За свободу і правду». На Батьківщину не повернулася, а оселилася у Лондоні, Велика Британія. У Лондоні займалася написанням та редагуванням соціалістичних видань. У 1962 році Верховний суд Угорщини заочно засудив її до трирічного тюремного терміну за антидержавну діяльність.
Померла Анна Кетлі 7 вересня 1976 року в Бланкенберге, Бельгія. У жовтні 1990 року її прах було повернуто в Угорщину і перепоховано. Повна реабілітація Анни Кетлі відбулася 7 липня 1994 року, коли Верховний суд Угорщини анулював вирок 1962 року щодо неї.

## Пам'ять
У 2009 році знято фільм «Utolsó jelentés Annáról» («Останнє донесення на Анну»). Режисерка — Марта Месарош. Роль Анни Кетлі виконує Еніко Есені.